# Oidiphorus
Oidiphorus is een geslacht van straalvinnige vissen uit de familie van puitalen (Zoarcidae).

## Soorten
- Oidiphorus brevis (Norman, 1937)
- Oidiphorus mcallisteri Anderson, 1988